# 沈伯龍
沈伯龍（1530年—？年），字雲卿，號文室，浙江嘉興府嘉興縣人，明朝政治人物。

## 生平
治《書經》，十二月十五日生，行一，嘉靖四十三年（1564年）由府學生中式甲子科浙江鄉試第八十一名舉人，嘉靖四十四年（1565年）聯捷乙丑科會試中式第一百十名，登第三甲第二百八十九名進士。都察院观政，嘉靖四十五年十月授内江知县，隆慶四年（1570年）八月选授礼科给事中，五年二月升本科右，五月升工科左，六年三月升四川参议，丁忧。万历五年（1577年）八月復除山西，闰八月调湖广，六年八月升副使，八年十月改江西，九年八月升湖广参政，十一年十月升山东按察使，卒。

## 家族
曾祖沈昻，壽官；祖沈瓊，散官；父沈大禮，教諭封知县；前母周氏；項氏，贈孺人；繼母屠氏，封孺人。具慶下，妻楊氏，弟孟鴻；仲鶴；叔麟；孟鵠；季鳳；季鵬。